# Thái Ân Vũ
Thái Ân Vũ (tiếng Trung: 蔡恩雨; sinh 1997), tên tiếng Anh là Priscilla Abby, là một nữ ca sĩ người Malaysia gốc Hoa. Phong cách âm nhạc của cô thiên về dòng nhạc điện tử Hoa ngữ, hơi thiên genre EDM và được mệnh danh là "Công chúa của EDM".

## Cuộc sống
Thái Ân Vũ sinh ngày 30 tháng 10 năm 1997, tại Sarawak, (Kuching, Malaysia), trong một gia đình theo đạo Cơ đốc. Nguyên tịch gia đình cô tại huyện Yết Tây, thành phố Yết Dương, tỉnh Quảng Đông (Trung Quốc). Trong gia đình, cô còn có hai anh trai và một chị gái. Người anh cả của cô ấy hơn cô 16 tuổi.
Thời niên thiếu, cô thường tỏ vẻ cô độc, có ít bạn bè và bị mọi người ghét bỏ. Năm lớp năm tiểu học, cô tham gia cuộc thi hát đầu tiên do nhà thờ tổ chức và nhận được nhiều lời khen ngợi. Sau khi gia nhập ca đoàn, tính cách của cô biến đổi và trở nên vui vẻ. Kể từ đó, cô thường hát trong các buổi lể ở nhà thời vào ngày Chủ nhật. Cũng qua nhiều năm sinh  hoạt trong ca đoàn, các kỹ năng âm nhạc của cô ngày càng hoàn thiện.
Tháng 7 năm 2017, Thái Ân Vũ trở thành một nghệ sĩ của nhóm giải trí WebTVAsia . Hiên nay, sự nghiệp âm nhạc của cô chủ yếu phát triển ở Đài Loan và Malaysia.
Ngày 23 tháng 12 năm 2017, Thái Ân Vũ lần đầu tiên tổ chức buổi hòa nhạc mini của mình tại Kuala Lumpur.

## Tác phẩm

### Đĩa đơn gốc
| Tên bài hát                       | Ngày phát hành            |
| --------------------------------- | ------------------------- |
| "Ruột của bạn"                    | Ngày 28 tháng 6 năm 2011  |
| Tôi yêu bầu trời                  | Ngày 21 tháng 7 năm 2017  |
| Đốt                               | Ngày 27 tháng 11 năm 2017 |
| Bí ẩn của cây dâm bụt             | Ngày 5 tháng 12 năm 2017  |
| "Tôi muốn nghe giọng nói của bạn" | Ngày 20 tháng 12 năm 2017 |
| Những gì tôi thích                | Ngày 2 tháng 3 năm 2018   |

### Bìa đơn
| 歌曲名稱                               | 發行日期       | 原唱者                             | 備註                                                                       |
| -------------------------------------- | -------------- | ---------------------------------- | -------------------------------------------------------------------------- |
| 《魯冰花》                             | 2011年5月22日  | 曾淑勤                             |                                                                            |
| Defying Gravity                        | 2011年5月31日  | 伊迪娜·曼佐                        |                                                                            |
| 《你不知道的事》                       | 2011年6月10日  | 王力宏                             |                                                                            |
| Tear Drops On My Guitar                | 2011年6月26日  | 泰勒絲                             |                                                                            |
| Mistletoe                              | 2011年12月9日  | 小賈斯汀                           | 與蔡阿保合作                                                               |
| 《恩典之路》                           | 2013年7月5日   | 讚美之泉                           |                                                                            |
| I've Got Peace Like A River            | 2013年7月6日   | 快樂兒童總動員(Mike Gay & Sue Gay) | 與蔡阿保合作                                                               |
| Say Something                          | 2014年1月28日  | 浩瀚宇宙、克莉絲汀·阿奎萊拉        | 與蔡阿保合作                                                               |
| Kau Ilham Ku                           | 2014年11月9日  | Mambai                             | 馬來語歌曲，與蔡阿保合作                                                   |
| Blessed Be Your Name（《稱頌袮聖名》） | 2015年6月27日  | 麥特·雷德曼                        | 與蔡阿保合作                                                               |
| 《愛到底》                             | 2015年7月13日  | 譚維維                             | 與蔡阿保合作                                                               |
| 《新的心跳》                           | 2015年7月26日  | 鄧紫棋                             | 與蔡阿保合作                                                               |
| 《可惜沒如果》                         | 2016年7月22日  | 林俊傑                             |                                                                            |
| 《你，好不好》                         | 2016年7月28日  | 周興哲                             |                                                                            |
| Treat You Better                       | 2016年8月4日   | 尚恩·曼德斯                        |                                                                            |
| 《派對動物》                           | 2016年8月11日  | 五月天                             |                                                                            |
| Oceans                                 | 2016年8月23日  | 新頌聯合                           |                                                                            |
| 《喜劇之王》                           | 2016年9月9日   | 李榮浩                             |                                                                            |
| 《昨日重現》(Yesterday Once More)      | 2016年9月9日   | 木匠兄妹樂團                       |                                                                            |
| This Is Love                           | 2016年9月29日  | 周興哲                             |                                                                            |
| All We Know                            | 2016年10月17日 | 老菸槍雙人組                       |                                                                            |
| 《夜空中最亮的星》                     | 2016年11月11日 | 逃跑計劃                           |                                                                            |
| 《帥到分手》                           | 2016年12月8日  | 周湯豪                             |                                                                            |
| We Don't Talk Anymore                  | 2017年1月17日  | CP查理、席琳娜·戈梅茲              | 與許書豪合作，加入了華語、馬來語歌詞                                       |
| 《賀新年》                             | 2017年1月25日  | 卓依婷                             |                                                                            |
| 《告白氣球》                           | 2017年2月16日  | 周杰倫                             |                                                                            |
| 《光年之外》                           | 2017年2月17日  | 鄧紫棋                             |                                                                            |
| 《演員》                               | 2017年3月28日  | 薛之謙                             |                                                                            |
| 《漂向北方》(Stranger In The North)    | 2017年4月3日   | 黃明志、王力宏                     |                                                                            |
| 《무제》(Untitled, 2014)               | 2017年6月12日  | 權志龍                             |                                                                            |
| 《剛好遇見你》                         | 2017年7月11日  | 李玉剛                             |                                                                            |
| 《說散就散》                           | 2017年9月29日  | 陳詠桐(JC)                         |                                                                            |
| 《體面》                               | 2018年3月7日   |                                    |                                                                            |
| 《答案》                               | 2018年7月3日   |                                    |                                                                            |
| 《倒數》                               | 2018年9月7日   |                                    |                                                                            |
| 《煙火裡的塵埃》                       | 2018年9月28日  |                                    |                                                                            |
| 《美人魚》                             | 2019年1月18日  | 林俊傑                             | 與制作人Jaydon合作                                                         |
| 《想起你的時候》                       | 2019年1月31日  | Virgoun Teguh                      | 來自于印度尼西亞Virgoun Teguh的一首歌曲 <Surat Cinta Untuk Starla>改編而成 |
| 《下墜》                               | 2019年2月27日  | Corki                              | 與香港節奏口技男歌手黃浩邦合作                                             |
| 《失眠飛行》                           | 2019年9月13日  | 沈以誠、薛明媛                     |                                                                            |

### Hợp tác đơn (phim / phim truyền hình)
| Tên bài hát           | Phim / phim truyền hình | Lưu ý                                   |
| Ánh sáng của ánh sáng | Kẻ thua cuộc là vua     | Phiên bản song ngữ (Trung Quốc / Malay) |
| Cánh diều             | Hàng rào Cyan           | Điệp khúc là                            |